# La leyenda continúa
La Leyenda Continúa es un disco tributo a Rata Blanca, editado en el 2001 por Nems Enterprises. Su nombre se debe a que al momento de editarse el grupo estaba separado, además de ser una referencia al tema La leyenda del hada y el mago que es considerado uno de los clásicos de la banda. Se puede señalar que casi todos los exintegrantes de la banda en aquel entonces participaron del disco.

## Portada
El diseño de la portada mezcla componentes de las tapas de todos los discos de la banda hasta dicha fecha. Aparecen el castillo de la tapa de Rata Blanca, la gitana de Magos, Espadas y Rosas, la espada de Guerrero del Arco Iris, el monje de El Libro Oculto, ángeles de Entre el cielo y el infierno y la rata del álbum Rata Blanca VII (aunque cabe destacar que ninguna canción de este disco fue versionada). El libreto interno incluye una abundante reseña de la historia de la banda escrita por el periodista César Fuentes Rodríguez.

## Temas
1. Rompe el Hechizo por Azeroth.
2. Los Ojos del Dragón por Humanimal.
3. La Misma Mujer por JAF
4. Guerrero del Arco Iris por Beto Vazquez Infinity .
5. Herederos de la Fe por Devenir (grupo del excantante de Rata Blanca, Mario Ian).
6. Asesinos por Lorihen.
7. El Sueño de la Gitana por Saúl Blanch (excantante del grupo).
8. Agord, la Bruja por Jeriko, con su antiguo cantante Walter Meza, entonces en Horcas, como invitado.
9. Jerusalén por Presto Vivace.
10. Abrazando el Rock and Roll por Rosacruz.
11. Chico Callejero por Sélidor, con Mario Ian como invitado.
12. Mujer Amante por los músicos Javier Barrozo, Hugo Bistolfi (tecladista del grupo), Nicolás Takara y Jorge Perini.
13. Sólo Para Amarte por los músicos Gabriel Marian, Guillermo Sánchez y Fernando Scarcella, el primero exintegrante de la banda, el segundo formaba parte del grupo hasta su fallecimiento en 2017 y Scarcella trabajaba entonces con Giardino en su proyecto solista y eventualmente entraría al grupo también.
14. La Leyenda del Hada y el Mago con Walter Giardino y Adrián Barilari, los principales integrantes de la banda, Jens Johansson de Stratovarius, Jukka Nevalainen, Emppu Vuorinen y Sami Vänskä de Nightwish.

Nota: En algunas ediciones el álbum trae un Bonus Track, este es Preludio Obsesivo interpretado por Pablo Soler, el cual ocupa el track número 7, haciendo que desde la canción "El Sueño de la Gitana" hacia abajo desciendan un puesto cada pista, dando en total 15 canciones.